# Margrethekirken, Köpenhamn
Margrethekirken är en kyrka i som ligger i stadsdelen Valby i Köpenhamn.

## Kyrkobyggnaden
Tidiagre kyrka på platsen var en vandringskyrka från år 1964. Nuvarande kyrka uppfördes ritningar av arkitekterna Vilhelm Wohlert och Rolf Graae. Grundstenen lades 21 november 1968 av kronprinsessan Margrethe och 6 december 1970 invigdes den färdiga kyrkan.
Byggnaden består av ett sexkantigt kyrkorum, kontorslokaler, konfirmandlokal, vapenhus och entré.
Ett fristående klocktorn har i nedervåningen ett kapell och högst upp finns sex kyrkklockor och ett klockspel med 38 klockor.

## Inventarier
- Orgeln med 18 stämmor är byggd 1970 av Th. Frobenius og Sønner Orgelbyggeri A/S.
- Kyrkans fyra mässhakar i vitt, violett, rött och grönt är utförda av konstnären John Becker.